# Defunkt
Defunkt es un grupo estadounidense de jazz fusión y funk, fundado por el trombonista y cantante Joseph Bowie en 1978 en Nueva York, y que aún permanece en activo. Su música toca elementos del punk rock, el funk y el free jazz.
Defunkt ha grabado y editado 15 álbumes, todos ellos en sellos independientes. La banda ha girado por todo el mundo y ha tocado con artistas como James Brown, David Byrne, Talking Heads, The Clash, Hans Dulfer, Candy Dulfer, Isaac Hayes, Prince, Larry Graham, Meshell Ndegeocello o Maceo Parker, tanto en festivales de jazz como en eventos de rock. Para autores como Joachim Ernst Berendt, se trata de uno de los más genuinos representantes de lo que ha llamado "free funk".

## Discografía
- Defunkt (1980)
- Strangling me with your Love (1981)
- Thermonuclear Sweat (1982)
- The Razor’s Edge (12"-Maxi-Single, 1982)
- In America (1988)
- Avoid the Funk: a Defunkt Anthology (Recopilatorio, 1988)
- Heroes (1990)
- Live at the Knitting Factory (En vivo, 1991)
- Crisis (1992)
- Cum Funky (1993)
- Live and Reunified (Live, 1993)
- A Blues Tribute to Muddy Waters and Jimi Hendrix (1994)
- One World (1995)
- Defunkt live in Stuttgart (En vivo, 1996)
- The Legend of Defunkt, Volume 1 (Recopilación, 2001)
- Defunkt – The Legend Continues (2001)
- Defunkt Live in Europe (Live-Doppelalbum, 2002)
- Journey (2004)
- Defunkt + Thermonuclear Sweat ( 2005)

## Miembros de la banda

### Formación actual

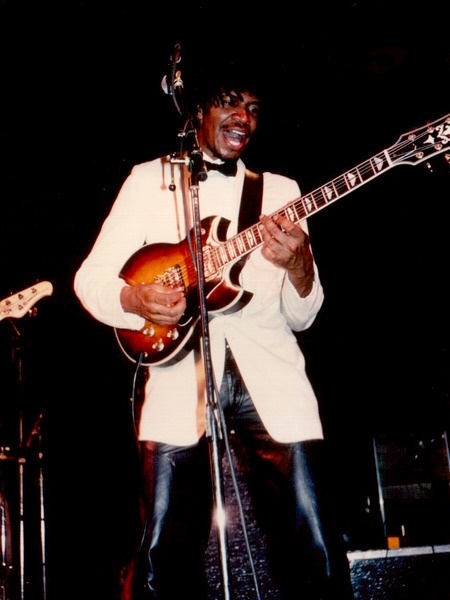
Kelvyn Bell

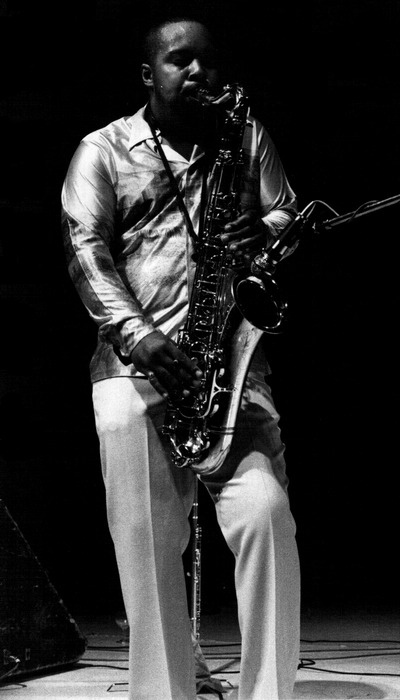
Byron Bowie

- Joseph Bowie – trombón, cantante
- Kim Clarke – bajo
- Ronnie Drayton – guitarra
- Bill Bickford – guitarra
- John Mulkerin – trompeta
- Kenny Martin – batería

### Miembros que han pasado por la formación
- Kelvyn Bell – guitarra
- Ayodele Maakheru (Martin Aubert) – guitarra
- Vernon Reid – guitarra
- Richard Martin – guitarra
- Melvin Gibbs – bajo
- Ron Mac Jenkins – bajo
- Reggie Washington - bajo
- Lester Bowie – trompeta
- Ted Daniels – trompeta
- Byron Bowie – saxo alto
- Luther Thomas - saxo tenor
- Charles Green - saxos
- Alex Harding – saxo barítono
- Ronnie Burrage – batería
- Rishard Lampese - guitarra
- Scooter Warner – batería
- Tobias Ralph – batería
- Kahil El'Zabar – percusión
- Kelli Sae - cantante
- Martin Fischer – teclados
- Marcus Persiani – teclados
- Kevin Bents – teclados
- Bahnamous Bowie – teclados
- Adam Klipple – teclados
- Cliff Branch – teclados